# Сидорюк, Александр Владимирович
Александр Владимирович Сидорюк (22 февраля 1977, Тюмень, СССР) — российский футболист, играл на позиции полузащитника.

## Карьера
Воспитанник школы «Геолог» из Тюмени. В 1992 году попал в заявку клуба «Динамо-Газовик». Дебютировал за клуб 28 апреля 1994 года в выездном матче 4-го тура высшей лиге против московского «Спартака», выйдя на замену на 78-й минуте вместо Равиля Умярова. Перед сезоном 1996 года вместе с Константином Фишманом уехал из Тюмени в Ростов-на-Дону, после чего он перебрался в московское «Динамо», но заиграть за столичный клуб ему не удалось — замучили травмы. В начале июня 1997 года Сидорюк покинул «Динамо» и около месяца тренировался в тобольском «Иртыше», который выступал во второй лиге, где работал его бывший наставник Виктор Княжев. В конце июля 1997 года тренировался вместе с «Ростсельмашем», однако клубу не подошёл.